# تلمبة احمد توكلي (محمد أباد كرمان)
تلمبة احمد توکلي (بالإنجليزية: Tolombeh-ye Ahmad Tukli)‏ هي منطقة سكنية تقع في إيران في Mohammadabad Rural District. يقدر عدد سكانها بـ 27 نسمة .